# Oberried (Breitenthal)

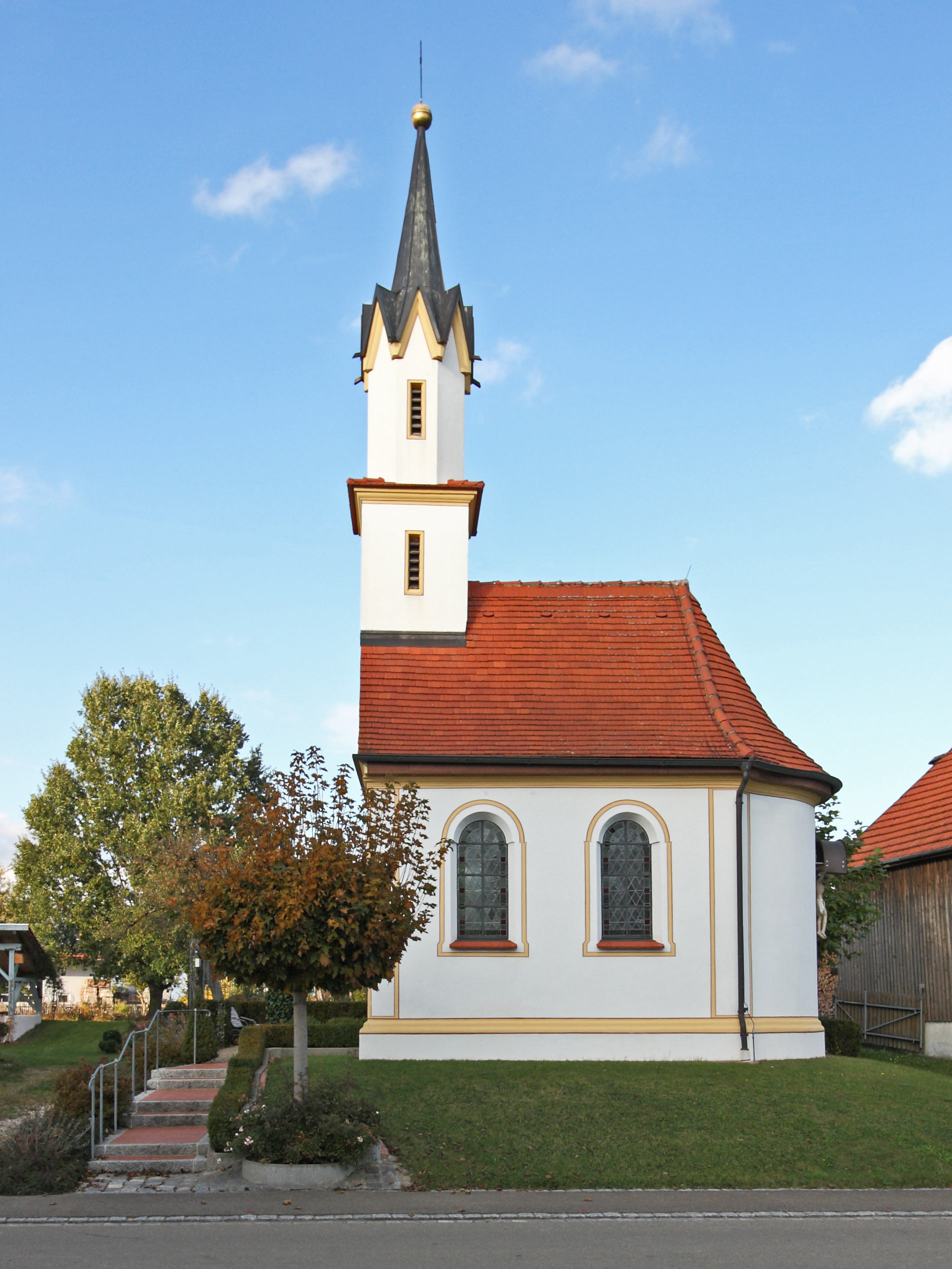
Kapelle St. Franziskus

Oberried ist ein Ortsteil der Gemeinde Breitenthal im schwäbischen Landkreis Günzburg (Bayern). 

## Lage
Das Kirchdorf, zwei Kilometer südlich von Breitenthal, ist über die Staatsstraße 2018 zu erreichen.

## Geschichte
Oberried war immer ein Filialort von Breitenthal. Schon im Jahr 1600 hatte Oberried einen eigenen Ortsvogt. Diese Vögte und Gerichtsmänner wurden von der Grundherrschaft, dem Kloster Roggenburg, eingesetzt. 

## Sehenswürdigkeiten

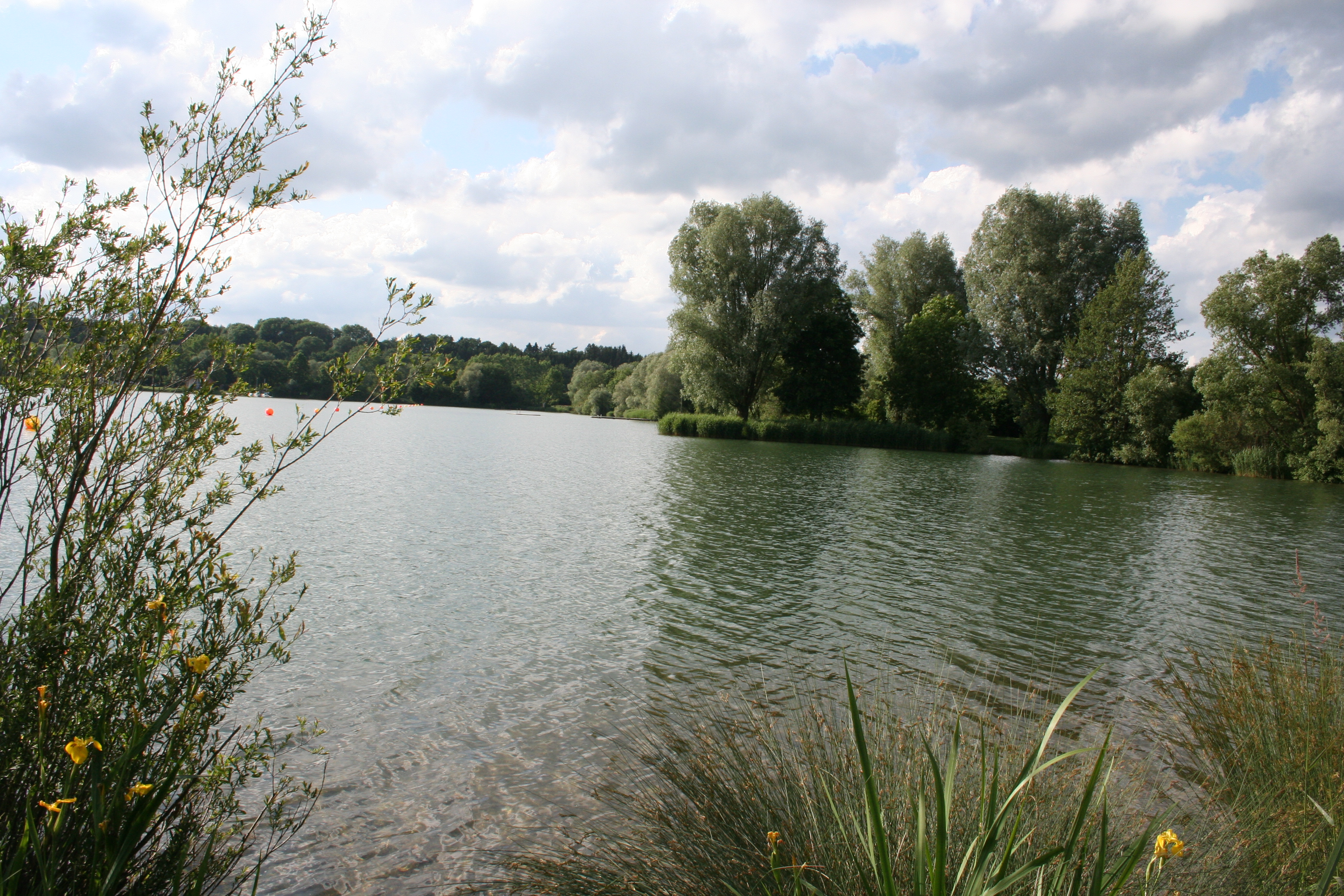
Oberrieder Weiher

- Kapelle St. Franziskus, erbaut 1764, geschütztes Baudenkmal

Siehe auch: Liste der Baudenkmäler in Breitenthal (Schwaben)#Oberried